# Льюїс Данк
Льюїс Данк (англ. Lewis Dunk, нар. 21 листопада 1991, Брайтон) — англійський футболіст, захисник клубу «Брайтон енд Гоув».
Виступав, зокрема, за національну збірну Англії.

## Клубна кар'єра
Народився 21 листопада 1991 року в місті Брайтон. Вихованець футбольної школи клубу «Брайтон енд Гоув». Спочатку Льюїс грав на позиції центрального нападника, але, дорослішаючи, ставав більшим і втрачав швидкість, тому перейшов на більш підходящу гравцеві з його фізичними даними позицію центрального захисника. У 16-річному віці Льюїс став грати за команду «Брайтона» серед юнаків до 18 років. У сезоні 2009/2010 він був призначений капітаном молодіжної команди клубу.

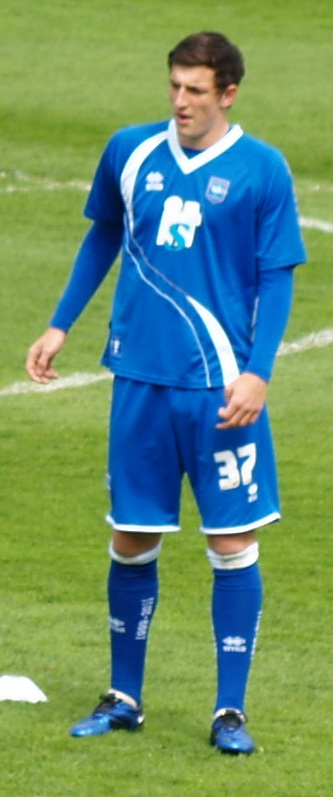
Льюїс Данк під час виступів за «Брайтон». 2011 рік.

30 квітня 2010 Данк уклав з «Брайтоном» професіональний контракт на два роки. Наступного дня він провів свій перший матч за першу команду клубу, вийшовши в стартовому складі на гру з «Мілтон-Кінз Донз» в Першій лізі. У сезоні 2011/2012, який команда проводила вже в Чемпіоншипі, Льюїс замінив в основному складі травмованих Томмі Елфіка і Адама Ель-Абда і провів 31 матч у чемпіонаті. Однак в наступні два сезони він виявився змінником основних центральних захисників Гордона Гріра і Меттью Апсона, через що навіть ненадовго покинув «Брайтон», відправившись в жовтні 2013 року на місяць в оренду в «Бристоль Сіті».
У сезоні 2014/15 Данк нарешті утвердився як одних з основних захисників «Брайтона». Більш того, він з сімома забитими голами у всіх турнірах став найкращим бомбардиром команди і став другим в опитуванні на звання найкращого гравця сезону після Іньїго Кальдерона. Сформувавши разом з Шейном Даффі надійну пару центральних захисників, Данк в сезоні 2016/2017 допоміг «Брайтону» посісти друге місце в Чемпіоншипі і вперше в клубній історії вийти в Прем'єр-лігу, за що був включений до символічної збірної чемпіонату.
Данк відіграв усі 90 хвилин і забив автогол у першому в історії «Брайтона» матчі Прем'єр-ліги, який завершився домашньою поразкою 0:2 від «Манчестер Сіті». 24 лютого 2018 року Данк забив свій четвертий гол в свої ворота в сезоні в домашньому матчі проти «Свонсі Сіті» (4:1), повторивши антирекорд Мартіна Шкртела за кількістю автоголів за сезон у Прем'єр-лізі. Данк забив свій перший гол у Прем'єр-лізі в матчі проти «Арсеналу» (2:1) 4 березня 2018 року і загалом зіграв у кожному матчі дебютного сезону «Брайтона» у Прем'єр-лізі, допомігши команді посісти 15 місце і зберегти прописку в еліті.
5 жовтня 2018 року Данк разом із партнером по центру Шейном Даффі підписав новий п'ятирічний контракт з «Брайтоном», який продовжив термін їх перебування в клубі до червня 2023 року.
Напередодні сезону 2019/20 Данк отримав капітанську пов'язку з приходом нового головного тренера Грема Поттера. В тому ж сезоні, 30 червня 2020 року Льюїс провів свій 300-й матч за «чайок» в усіх турнірах, це сталось в матчі Прем'єр-ліги проти «Манчестер Юнайтед».

## Виступи за збірні
У листопаді 2011 року Данк викликався тренером Стюартом Пірсом в молодіжну збірну Англії на матчі відбіркового турніру до чемпіонату Європи з командами Ісландії і Бельгії. Обидві гри він провів у запасі і так і не дебютував за англійську «молодіжку».
7 жовтня 2018 року головний тренер збірної Англії Гарет Саутгейт викликав Данка на матчі Ліги націй УЄФА зі збірними Хорватії і Іспанії замість травмованого Джеймса Тарковскі. В цих матчах Льюїс участі не брав. Він дебютував 15 листопада того ж року в товариському матчі зі збірною США на стадіоні "Вемблі", на який вийшов у стартовому складі і відіграв до кінця. В результаті Данк став лише 4-им гравцем «Брайтона» в історії, який зіграв за збірну Англії, і першим з 1982 року, коли там грав Стів Фостер.
| Дата       | Місто  | Господарі | Результат | Гості | Турнір           | Голи | Примітки |
| ---------- | ------ | --------- | --------- | ----- | ---------------- | ---- | -------- |
| 15-11-2018 | Лондон | Англія    | 3 – 0     | США   | товариський матч | -    |          |
| Усього     |        | Матчів    | 1         |       | Голів            | 0    |          |